# Narcisso Virgilio Díaz de la Peña

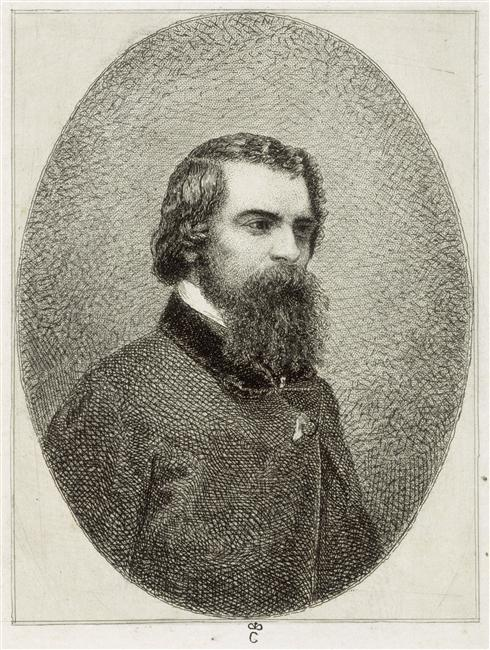
Narcisso Virgilio Díaz de la Peña, Selbstporträt

Narcisso Virgilio Díaz de la Peña (* 20. August 1807 in Bordeaux; † 18. November 1876 in Menton), auch genannt Narcisse Díaz de la Peña, war ein französischer Maler spanischer Eltern.

## Leben
Narcisse Díaz de la Peña war der Sohn von Thomas Díaz de la Peña, einem Bürger aus Salamanca in Spanien, der als politischer Gegner von Joseph Bonaparte 1807 mit seiner schwangeren Frau Maria Manuela Belasco fliehen und sich in Bordeaux verstecken musste, wo Narcisse Virgile Díaz de la Pena am 20. August 1807 geboren wurde. Sie verließen Frankreich und gingen nach England, wo Thomas 1811 starb. Seine Mutter lebte wieder in Frankreich und unterrichtete Sprachen in Montpellier, Lyon, Sèvres und Paris. Sie starb 1817 in Paris an Erschöpfung. Narcisse Diaz de la Peña wurde von einem protestantischen Pastor in einem Pariser Vorort erzogen. Als er zehn Jahre alt war, verlor er durch einen Vipernbiss ein Bein.
1822 wurde er Malerlehrling in der Porzellanmanufaktur von Jules Claretie, wo er die jungen Künstler Jules Dupré, Auguste Raffet und Louis-Nicolas Cabat kennenlernte, die zu Freunden wurden. 1830 lernte er über den Maler Souchon aus Lille Xavier Sigalon kennen. Narcisse Díaz de la Peña vervollständigte seine Ausbildung im Louvre, wo er Correggio, Claude Lorrain, Albert Cuyp und Jacob van Ruisdael kopierte.
Im Salon von 1831 wurde er mit zwei Landschaftsskizzen aufgenommen. Im Jahr 1832 stellte er eine Anbetung der Hirten und Le vieux Ben Emeck (Der alte Ben Emeck) vor. Unter dem Einfluss seines Freundes Raffet versuchte er sein Glück als Historienmaler in der Tradition von Horace Vernet, indem er 1835 La Bataille de Mœdina-Coli auf dem Salon vorstellte. Da Narcisse Díaz de la Peña mittellos war und seine Karriere als Keramikmaler aufgegeben hatte, verkaufte er seine schnell produzierten Werke zu sehr niedrigen Preisen. Er war auch als Radierer tätig.

### Die Schule von Barbizon
Ab 1837 schloss sich Díaz de la Peña der Gruppe der Schule von Barbizon an und malte Landschaften, in denen man die Orte wiederfindet, die er in Fontainebleau besonders mochte: Bas-Bréau, Apremont und das Tal der Solle. Díaz bewunderte Eugène Delacroix und war wie die Künstler und Schriftsteller vom Orient fasziniert. Victor Hugos „Les Orientales“ beeindrucken ihn. Darüber hinaus nutzt er die Landschaft um Barbizon herum als Hintergrund, um allegorische, mythologische oder realitätsnahe Figuren einzufügen. Sein Gemälde La Descente des Bohémiens (Der Abstieg der Bohémiens) war ein großer Erfolg im Pariser Salon von 1848.
Ab diesem Zeitpunkt stellte er während des Zweiten Kaiserreichs kaum noch aus, da er so viele Aufträge hatte, dass er kaum seine Sammler mit neuen Werken befriedigen konnte. Sein Stil war farbenfroh, mal romantisch, allegorisch und orientalisierend oder mal barbizonisch. Er verkehrte mit Théodore Rousseau und Jean-François Millet und unterstützte sie finanziell und moralisch.
1849 organisierte er einen Verkauf von Skizzen und Studien nach der Natur, während andere Maler normalerweise „fertige“ Gemälde zum Verkauf anboten. Die Verkaufspreise waren zunächst recht niedrig, aber er wiederholte das Experiment in den folgenden Jahren und erzielte höhere Preise. Er malte, indem er die mit dem Messer aufgetragene Malmasse mit ausgeprägten Hell-Dunkel-Kontrasten bearbeitete, wodurch er Lichteffekte erzielen konnte, und beeinflusste in dieser Hinsicht die Impressionisten. Da er sich häufig mit Eugène Delacroix traf, notierte dieser am 7. Oktober 1847 in seinem Journal: „Sich an den Eindruck [...] eines Bildes von Diaz bei Durand-Ruel erinnern, wo alles der Phantasie des Malers entsprungen ist, aber die Erinnerungen treu sind, das Leben, die Anmut, die Fülle.“
Ab 1854 hielt er sich regelmäßig an der Küste der Normandie auf, insbesondere in Étretat, wo er sich ein Haus unweit des Meeres kaufte, und an der Seite seines Freundes Gustave Courbet mehrere Marinemotive malte.
Im Jahr 1855 nahm er an der Weltausstellung teil, wo er eine Retrospektive seiner Werke zeigte. Anschließend reiste er in den Orient und stellte auf dem Salon von 1859 aus.
Die Begegnung mit Pierre-Auguste Renoir
Pierre-Auguste Renoir traf Narcisse Diaz de la Pena im Wald von Fontainebleau in den Jahren 1863–1864. Eine Geschichte wird sowohl von Edmond Renoir in La Vie Moderne als auch von Jean Renoir in seinem Buch P.A Renoir mon père erzählt. Renoir malte im Wald von Fontainebleau, als ihn einige junge Männer belästigten und angriffen. Als Narcisse Diaz de la Pena mit seinem Stock aus einem Dickicht auftauchte, rettete er den jungen Maler aus dieser misslichen Lage. Renoir war ihm ewig dankbar und betrachtete ihn als seinen „Schutzheiligen“. Die Freundschaft zwischen den beiden Männern blieb bestehen. Diaz gab Renoir Ratschläge – „nur nach der Natur zu malen“, „kräftigere Farben zu verwenden“ – und als Diaz von Renoirs prekärer finanzieller Lage erfuhr, eröffnete er ihm ein Konto bei seinem Farbenhändler und versorgte ihn diskret mit Farben.
Im Jahr 1867 malte er sein letztes Meisterwerk Les Hauteurs du Jean de Paris (Paris, Musée d’Orsay).
Trotz seiner zahlreichen Freundschaften mit den Impressionisten, darunter Claude Monet, der ihn auf dem Bauernhof Saint Siméon und in Honfleur traf, war er 1874 nicht auf der ersten Impressionistenausstellung vertreten, vielleicht wegen seiner Krankheit, einer „chronischen Bronchitis“, wahrscheinlich Tuberkulose, an der er zwei Jahre später starb, obwohl Biografen behaupten, dass er 1876 in Menton an einem zweiten Vipernbiss gestorben sei.

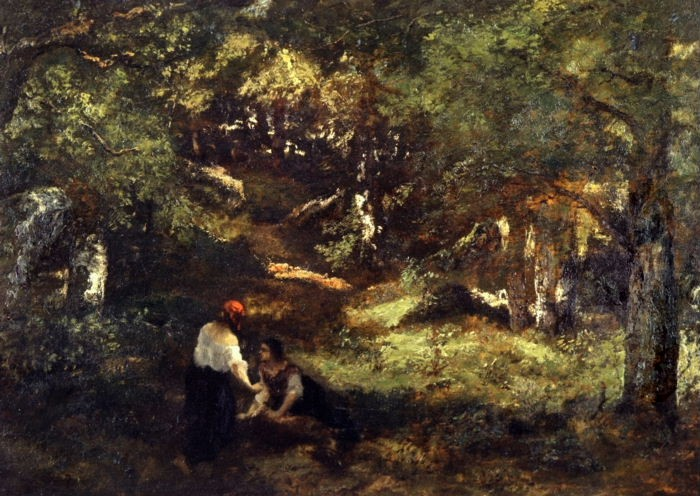
ca. 1860: Im Wald von Fontainebleau
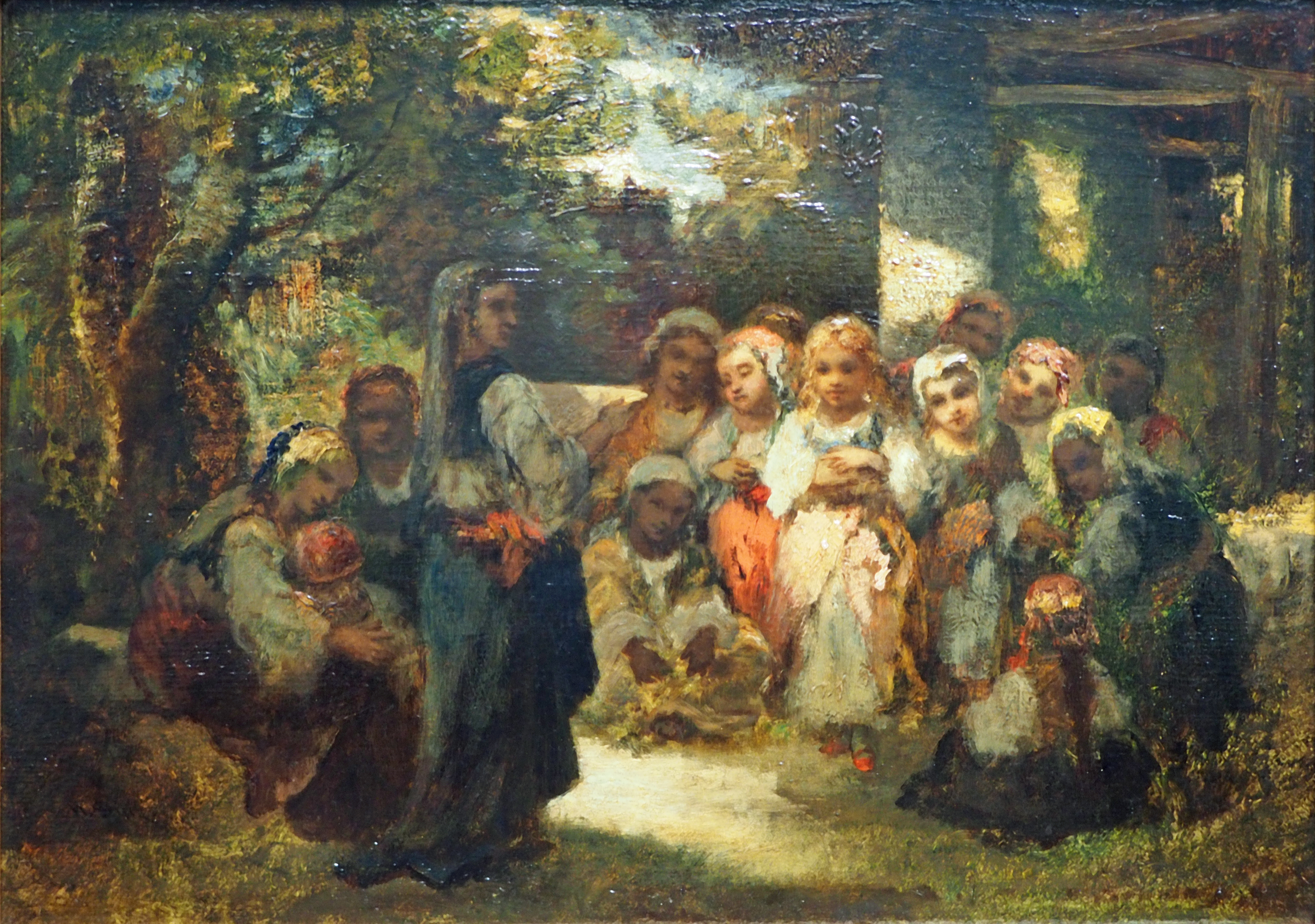
Arabische Schule Hamburger Kunsthalle